# Andżelika Przybylska
Andżelika Przybylska (ur. 14 października 1992) – polska lekkoatletka specjalizująca się w rzucie dyskiem.
Zawodniczka KKL Rodło Kwidzyn. Brązowa medalistka mistrzostw Polski (2013) a także medalistka młodzieżowych mistrzostw Polski: złota (2013) i srebrna (2012, 2014). Szósta zawodniczka młodzieżowych mistrzostw Europy (2013). Rekord życiowy: 56,54 m (2014).